# (32825) 1992 CK3
(32825) 1992 CK3 est un astéroïde de la ceinture principale d'astéroïdes découvert en 1992.

## Description
(32825) 1992 CK3 a été découvert le 2 février 1992 à l'observatoire de La Silla, au Chili, par Eric Walter Elst.

### Caractéristiques orbitales
L'orbite de cet astéroïde est caractérisée par un demi-grand axe de 2,26 ua, un périhélie de 1,99 ua, une excentricité de 0,12 et une inclinaison de 2,63° par rapport à l'écliptique. Du fait de ces caractéristiques, à savoir un demi-grand axe compris entre 2 et 3,2 ua et un périhélie supérieur à 1,666 ua, il est classé, selon la JPL Small-Body Database, comme objet de la ceinture principale d'astéroïdes.

### Caractéristiques physiques
(32825) 1992 CK3 a une magnitude absolue (H) de 15,0 et un albédo estimé à 0,057.